# مارینا جورجیوا
مارینا جورجیوا (انگلیسی: Marina Georgieva؛ زادهٔ ۱۳ آوریل ۱۹۹۷) بازیکن فوتبال اهل اتریش است.
از باشگاه‌هایی که در آن بازی کرده‌است می‌توان به باشگاه فوتبال سنت پولتن اشاره کرد.
وی همچنین در تیم‌های ملی فوتبال زنان اتریش بازی کرده‌است.